# نيلوفر (مدينة)
نيلوفر هي مدينة من مدن تركيا في محافظة بورصة وهي أكبر ثالث مدينة في المحافظة. يبلغ عدد سكانها 339,667 نسمة وذلك حسب إحصائيات سنة 2012. تبلغ مساحتها 495 كم².

## التسمية
سُميت المدينة بهذا الاسم نسبةً إلى نهر نيلوفر الذي يحيط بالمدينة والذي سُمي بذلك نسبة إلى نيلوفر خاتون.

## التعداد السكاني
| التعداد السكاني لنيلوفر | التعداد السكاني لنيلوفر | التعداد السكاني لنيلوفر | التعداد السكاني لنيلوفر |
| ----------------------- | ----------------------- | ----------------------- | ----------------------- |
| السنة                   | الحضريون                | الريفيون                | المجموع                 |
| 2011                    | 316.753                 |                         |                         |
| 2007                    | 199.270                 | 52.074                  | 251.344                 |
| 2000                    | 136.311                 | 42.371                  | 178.682                 |
| 1997                    | 99.323                  | 36.107                  | 135.430                 |
| 1990                    | 36.897                  | 28.902                  | 65.799                  |

## توأمة
لنيلوفر (مدينة) اتفاقيات توأمة مع كل من:
- بيخا
- سيرس
- برايلا
- لوبلين
- برنيك